# Шаграт (музикант)
Шаграт (на английски: Shagrath) е сценически псевдоним на Стиан Томт Торесен, който е вокалист на норвежката симфонична блек метъл група Диму Боргир, и един от нейните основатели.

## Биография
Стиан Томт Торесен е роден на 18 ноември 1970 година в град Йесхайм.

## Дискография
В състава на Диму Боргир
- Inn i evighetens mørke (1994)
- For All Tid (1994)
- Stormblåst (1996)
- Devil's Path (1996)
- Enthrone Darkness Triumphant (1997)
- Godless Savage Garden (1998)
- Sons of Satan Gather for Attack (1999)
- Spiritual Black Dimensions (1999)
- True Kings of Norway (2000)
- Puritanical Euphoric Misanthropia (2001)
- Alive in Torment (2001)
- World Misanthropy (2002)
- Death Cult Armageddon (2003)
- Stormblåst MMV (2005)
- In Sorte Diaboli (2007)
- Abrahadabra (2010)

Съвместно с Chrome Division
- Doomsday Rock 'N Roll (2006)
- Booze, Broads and Beelzebub (2008)

Съвместно с Ragnarok
- Arising Realm (1997)

Съвместно с Fimbulwinter
- Servants of Sorcery (1994)